# Aloe purpurascens
Aloe purpurascens é uma espécie de liliopsida do gênero Aloe, pertencente à família Asphodelaceae.